# Alpine Ski-Juniorenweltmeisterschaften 2000
Die 19. Alpinen Ski-Juniorenweltmeisterschaften fanden vom 21. bis 26. Februar 2000 in der kanadischen Provinz Québec statt. Austragungsorte waren die Wintersportgebiete Le Relais, Mont Sainte-Anne und Stoneham.

## Männer

### Abfahrt
| Platz | Land | Sportler           | Zeit (min) |
| ----- | ---- | ------------------ | ---------- |
| 1     | AUT  | Thomas Graggaber   | 1:10,77    |
| 2     | AUT  | Klaus Kröll        | 1:10,85    |
| 3     | GER  | Martin Kraus       | 1:11,40    |
| 4     | SUI  | Jörg Spörri        | 1:11,51    |
| 5     | FRA  | Freddy Rech        | 1:11,70    |
| 6     | ITA  | Patrick Staudacher | 1:11,72    |

Datum: 21. Februar

Ort: Mont Sainte-Anne

### Super-G
| Platz | Land | Sportler           | Zeit (min) |
| ----- | ---- | ------------------ | ---------- |
| 1     | AUT  | Klaus Kröll        | 1:15,69    |
| 2     | GER  | Martin Kraus       | 1:16,13    |
| 3     | AUT  | Hannes Reichelt    | 1:16,51    |
| 4     | AUT  | Thomas Graggaber   | 1:16,53    |
| 5     | ITA  | Patrick Staudacher | 1:16,74    |
| 6     | USA  | Marco Sullivan     | 1:16,76    |

Datum: 22. Februar

Ort: Mont Sainte-Anne

### Riesenslalom
| Platz | Land | Sportler           | Zeit (min) |
| ----- | ---- | ------------------ | ---------- |
| 1     | AUT  | Georg Streitberger | 1:52,09    |
| 2     | SLO  | Bernard Vajdič     | 1:52,27    |
| 3     | FRA  | Freddy Rech        | 1:52,43    |
| 4     | SUI  | Daniel Défago      | 1:52,59    |
| 5     | AUT  | Christoph Alster   | 1:52,65    |
| 6     | ITA  | Mirko Deflorian    | 1:52,72    |

Datum: 26. Februar

Ort: Stoneham

### Slalom
| Platz | Land | Sportler           | Zeit (min) |
| ----- | ---- | ------------------ | ---------- |
| 1     | SUI  | Daniel Défago      | 1:52,95    |
| 2     | AUT  | Matthias Lanzinger | 1:53,49    |
| 3     | USA  | Marco Sullivan     | 1:53,68    |
| 4     | FRA  | Alexandre Anselmet | 1:53,73    |
| 5     | AUT  | Hannes Reichelt    | 1:53,84    |
| 6     | ITA  | Patrick Staudacher | 1:53,87    |

Datum: 25. Februar

Ort: Lac-Beauport

### Kombination
| Platz | Land | Sportler           | Punkte |
| ----- | ---- | ------------------ | ------ |
| 1     | AUT  | Matthias Lanzinger | 31,36  |
| 2     | SLO  | Bernard Vajdič     | 35,95  |
| 3     | AUT  | Hannes Reichelt    | 39,06  |

Datum: 21./26. Februar
Die Kombination bestand aus der Addition der Ergebnisse aus Abfahrt, Riesenslalom und Slalom.

## Frauen

### Abfahrt
| Platz | Land | Sportlerin           | Zeit (min) |
| ----- | ---- | -------------------- | ---------- |
| 1     | SUI  | Fränzi Aufdenblatten | 1:13,47    |
| 2     | ITA  | Lucia Recchia        | 1:13,61    |
| 3     | AUT  | Christine Sponring   | 1:13,73    |
| 4     | SWE  | Nike Bent            | 1:13,80    |
| 5     | AUT  | Katja Wirth          | 1:13,81    |
| 6     | AUT  | Kathrin Wilhelm      | 1:13,85    |

Datum: 21. Februar

Ort: Mont Sainte-Anne

### Super-G
| Platz | Land | Sportlerin        | Zeit (min) |
| ----- | ---- | ----------------- | ---------- |
| 1     | AUT  | Kathrin Wilhelm   | 1:18,79    |
| 2     | AUT  | Ingrid Rumpfhuber | 1:18,84    |
| 3     | SWE  | Anja Pärson       | 1:18,99    |
| 4     | USA  | Julia Mancuso     | 1:19,31    |
| 5     | ITA  | Lucia Recchia     | 1:19,37    |
| 6     | CAN  | Emily Brydon      | 1:19,81    |

Datum: 22. Februar

Ort: Mont Sainte-Anne

### Riesenslalom
| Platz | Land | Sportlerin             | Zeit (min) |
| ----- | ---- | ---------------------- | ---------- |
| 1     | SWE  | Anja Pärson            | 1:55,08    |
| 2     | ESP  | Carolina Ruiz Castillo | 1:56,55    |
| 3     | AUT  | Petra Knor             | 1:56,73    |
| 4     | CAN  | Britt Janyk            | 1:56,81    |
| 5     | CAN  | Julie Langevin         | 1:57,33    |
| 6     | SUI  | Fränzi Aufdenblatten   | 1:57,46    |

Datum: 25. Februar

Ort: Stoneham

### Slalom
| Platz | Land | Sportlerin    | Zeit (min) |
| ----- | ---- | ------------- | ---------- |
| 1     | SWE  | Anja Pärson   | 1:50,79    |
| 2     | CAN  | Emily Brydon  | 1:51,34    |
| 3     | ITA  | Emma Pezzedi  | 1:51,58    |
| 4     | ITA  | Denise Karbon | 1:52,24    |
| 5     | CAN  | Britt Janyk   | 1:53,64    |
| 6     | ITA  | Nicole Gius   | 1:54,00    |

Datum: 26. Februar

Ort: Le Relais

### Kombination
| Platz | Land | Sportlerin           | Punkte |
| ----- | ---- | -------------------- | ------ |
| 1     | CAN  | Emily Brydon         | 32,13  |
| 2     | SUI  | Fränzi Aufdenblatten | 33,87  |
| 3     | AUT  | Katja Wirth          | 45,77  |

Datum: 21./26. Februar
Die Kombination bestand aus der Addition der Ergebnisse aus Abfahrt, Riesenslalom und Slalom.

## Medaillenspiegel
| Platz | Land               | Gold | Silber | Bronze | Gesamt |
| ----- | ------------------ | ---- | ------ | ------ | ------ |
| 1     | Österreich         | 5    | 3      | 5      | 13     |
| 2     | Schweiz            | 2    | 1      | –      | 3      |
| 3     | Schweden           | 2    | –      | 1      | 3      |
| 4     | Kanada             | 1    | 1      | –      | 2      |
| 5     | Slowenien          | –    | 2      | –      | 2      |
| 6     | Deutschland        | –    | 1      | 1      | 2      |
| 6     | Italien            | –    | 1      | 1      | 2      |
| 8     | Spanien            | –    | 1      | –      | 1      |
| 9     | Frankreich         | –    | –      | 1      | 1      |
| 9     | Vereinigte Staaten | –    | –      | 1      | 1      |